# Barry, Wales
Barry (walesiska: Y Barri) är en stad och community i Storbritannien.   Den är centralort i kommunen Vale of Glamorgan och riksdelen Wales, i den södra delen av landet, 220 km väster om huvudstaden London.
Vid folkräkningen 2011 hade tätorten Barry, som även omfattar delar av angränsande communities, 54 673 invånare och Barry community, som även omfattar angränsande landsbygd, 51 502 invånare.